# Dieuleveut Butey Bulary
 (février 2025).
Dieuleveut Butey Bulary est un écrivain et acteur politique congolais Né le 14 juillet 1989 à Matadi en République démocratique du Congo.

## Biographie
Dieuleveut Butey est né le 14 juillet 1989 à Matadi, il a fait ses études primaires et secondaire au Collège cartésien de Kinshasa.
Il a un bachelor en informatique de gestion de l’université arabe de science à Tunis en Tunisie,  un diplôme d'État national de la Kurt Tucholsky Hauptschule à Cologne en Allemagne  et un diplôme d’assistant sociale de l’Euro Académie de Cologne (Allemagne).
Il est fondateur de l’Afro Society Butey, une ONG créée en 2012 qui a  pour mission d’accompagner les personnes vulnérables et particulièrement les jeunes africains et caribéens pour leur auto prise en charge.

## Publication
- Le Réfugié 2018 [3],[4];
- Fin du monde 2020 [5];
- Entre la drogue et la prison je suis né, Kikwansiel 2020[6],[7] ;
- Fatma Jérusalem nous a trahi, 2025[8].